# Condado de Washington (Alabama)
El condado de Washington (en inglés: Washington County) es un condado del estado estadounidense de Alabama. Su nombre es en honor a George Washington. En el año 2010 tenía una población de 17 581 habitantes. La capital del condado es Chatom.

## Geografía
Según la Oficina del Censo, el condado tiene una superficie total de 2820 km², de los que 2800 son tierra y 22 agua.

### Condados adyacentes
- Condado de Choctaw - norte
- Condado de Clarke - este
- Condado de Baldwin - sureste
- Condado de Mobile - sur
- Condado de Greene - suroeste
- Condado de Wayne - noroeste

### Principales carreteras y autopistas
- U.S. Autopista 43
- U.S. Autopista 45
- Carretera estatal 17
- Carretera estatal 56

## Demografía
Según el Censo de 2000, la renta per cápita media de los habitantes del condado era de 30 815 dólares y el ingreso medio de una familia era de 37 881 dólares. En el año 2000 los hombres tenían unos ingresos anuales 35 237 dólares frente a los 18 337 dólares que percibían las mujeres. El ingreso por habitante era de 14 081 dólares y alrededor de un 18,50% de la población estaba bajo el umbral de pobreza nacional.

## Ciudades y pueblos
- Chatom
- Deer Park
- Fruitdale
- Leroy
- Saint Stephens
- Wagarville
- McIntosh
- Millry
- Vinegar Bend
- Tibbie